# Phạm Minh Huấn
Phạm Minh Huấn (sinh năm 1960) là chính khách Việt Nam. Ông nguyên là Phó Bí thư Tỉnh ủy, Chủ tịch Ủy ban nhân dân tỉnh Tuyên Quang khóa XVIII, nhiệm kỳ 2016–2021.

## Lý lịch và học vấn
Phạm Minh Huấn sinh ngày 9 tháng 7 năm 1960, quê quán xã Ninh Sở, huyện Thường Tín, thành phố Hà Nội;
Ngày vào Đảng Cộng sản Việt Nam: ngày 19/10/1987. Ngày chính thức: 19/10/1988.
Trình độ đào tạo:
- Chuyên môn nghiệp vụ: Kỹ sư ngành Xây dựng.[1] Trường Đại học Xây dựng Hà Nội
- Lý luận chính trị: Cử nhân.
- Quản lý nhà nước: Chuyên viên cao cấp.

## Sự nghiệp
Từ 3/1983 - 12/1984: Cán bộ phòng Kế hoạch - Kỹ thuật, Xí nghiệp sản xuất vật liệu xây dựng số 3 Tuyên Quang.
Từ 1/1985 - 12/1985: Phó Quản đốc phân xưởng khu B, Xí nghiệp sản xuất vật liệu xây dựng số 3 Tuyên Quang.
Từ 1/1986 - 12/1986: Phó trưởng phòng Kế hoạch - Kỹ thuật, Xí nghiệp sản xuất vật liệu xây dựng số 3 Tuyên Quang.
Từ 1/1987 - 10/1987: Quyền Trưởng phòng Kế hoạch - Kỹ thuật Xí nghiệp sản xuất vật liệu xây dựng số 3 Tuyên Quang.
Từ 11/1987 - 2/1989: Quản đốc phân xưởng Viên Châu, Bí thư Đoàn Thanh niên Xí nghiệp sản xuất vật liệu xây dựng số 3 Tuyên Quang.
Từ 3/1989 - 3/1993: Phó Bí thư Chi bộ Văn phòng Xí nghiệp, Trưởng phòng Kế hoạch - Vật tư kỹ thuật, Xí nghiệp sản xuất vật liệu xây dựng số 3 Tuyên Quang.
Từ 4/1993 - 9/1995: Đảng ủy viên, Trưởng phòng Kế hoạch - Vật tư kỹ thuật, Xí nghiệp sản xuất vật liệu xây dựng số 3 Tuyên Quang.
Từ 10/1995 - 12/1996: Đảng ủy viên, Phó Giám đốc Xí nghiệp sản xuất vật liệu xây dựng số 3 Tuyên Quang.
Từ 1/1997 - 10/1997: Chuyên viên Phòng Nghiên cứu tổng hợp, Văn phòng Tỉnh ủy Tuyên Quang.
Từ 11/1997 - 8/1999: Học viên lớp Cử nhân chính trị, Học viện Chính trị Quốc gia Hồ Chí Minh.
Từ 9/1999 - 11/2000: Chuyên viên Phòng Nghiên cứu tổng hợp, Văn phòng Tỉnh ủy Tuyên Quang.
Từ 12/2000 - 12/2002: Chi ủy viên, Chuyên viên chính Phòng Nghiên cứu tổng hợp, Văn phòng Tỉnh ủy Tuyên Quang.
Từ 1/2003 - 7/2004: Phó Bí thư Đảng ủy, Phó Chánh Văn phòng Tỉnh ủy Tuyên Quang.
Từ 8/2004 - 3/2008: Chánh Văn phòng Tỉnh ủy Tuyên Quang.
Từ 4/2008 - 7/2010: Bí thư Thị ủy Tuyên Quang, tỉnh Tuyên Quang.
Từ 8/2010 - 8/2011: Ủy viên Ban Thường vụ Tỉnh ủy, Bí thư Thành ủy Tuyên Quang, tỉnh Tuyên Quang.
Từ 9/2011 - 4/2012: Phó Chủ tịch Ủy ban nhân dân tỉnh Tuyên Quang, Bí thư Thành ủy Tuyên Quang.
Từ 4/2012 - 2/2014: Phó Bí thư Ban cán sự Đảng, Phó Chủ tịch Thường trực Ủy ban nhân dân tỉnh Tuyên Quang.
Ngày 14/2/2014, tại Hội nghị Ban Chấp hành Đảng bộ tỉnh Tuyên Quang khóa XV, (kỳ bất thường), ông Phạm Minh Huấn được bầu giữ chức Phó Bí thư Tỉnh ủy, nhiệm kỳ 2010 - 2015.
Ngày 14/5/2015, Hội đồng nhân dân tỉnh Tuyên Quang khóa XVII, nhiệm kỳ 2011 - 2016 đã tổ chức kỳ họp bất thường bầu Phạm Minh Huấn giữ chức vụ Chủ tịch UBND tỉnh Tuyên Quang khóa XVII, nhiệm kỳ 2011-2016, với số phiếu bầu 53/54, đạt tỉ lệ 98,15%.
Ngày 24/10/2015, Đại hội Đảng bộ tỉnh Tuyên Quang lần thứ XVI, nhiệm kỳ 2015-2020 đã bầu Phạm Minh Huấn tái đắc cử chức vụ Phó Bí thư Tỉnh uỷ.
Ngày 29/6/2016, Hội đồng nhân dân tỉnh Tuyên Quang khóa XVIII nhiệm kỳ 2016-2021 họp kỳ thứ nhất, bầu Phạm Minh Huấn, Phó Bí thư Tỉnh ủy, Chủ tịch Ủy ban nhân dân tỉnh khóa XVII nhiệm kỳ 2011-2016 tái đắc cử Chủ tịch Ủy ban nhân dân tỉnh khóa XVIII, nhiệm kỳ 2016-2021.
Chiều ngày 1 tháng 8 năm 2020, UBND tỉnh Tuyên Quang đã tổ chức Hội nghị công bố quyết định nghỉ hưu để hưởng chế độ đối với ông Phạm Minh Huấn, Phó Bí thư Tỉnh ủy, Chủ tịch UBND tỉnh.